# Erstschlag

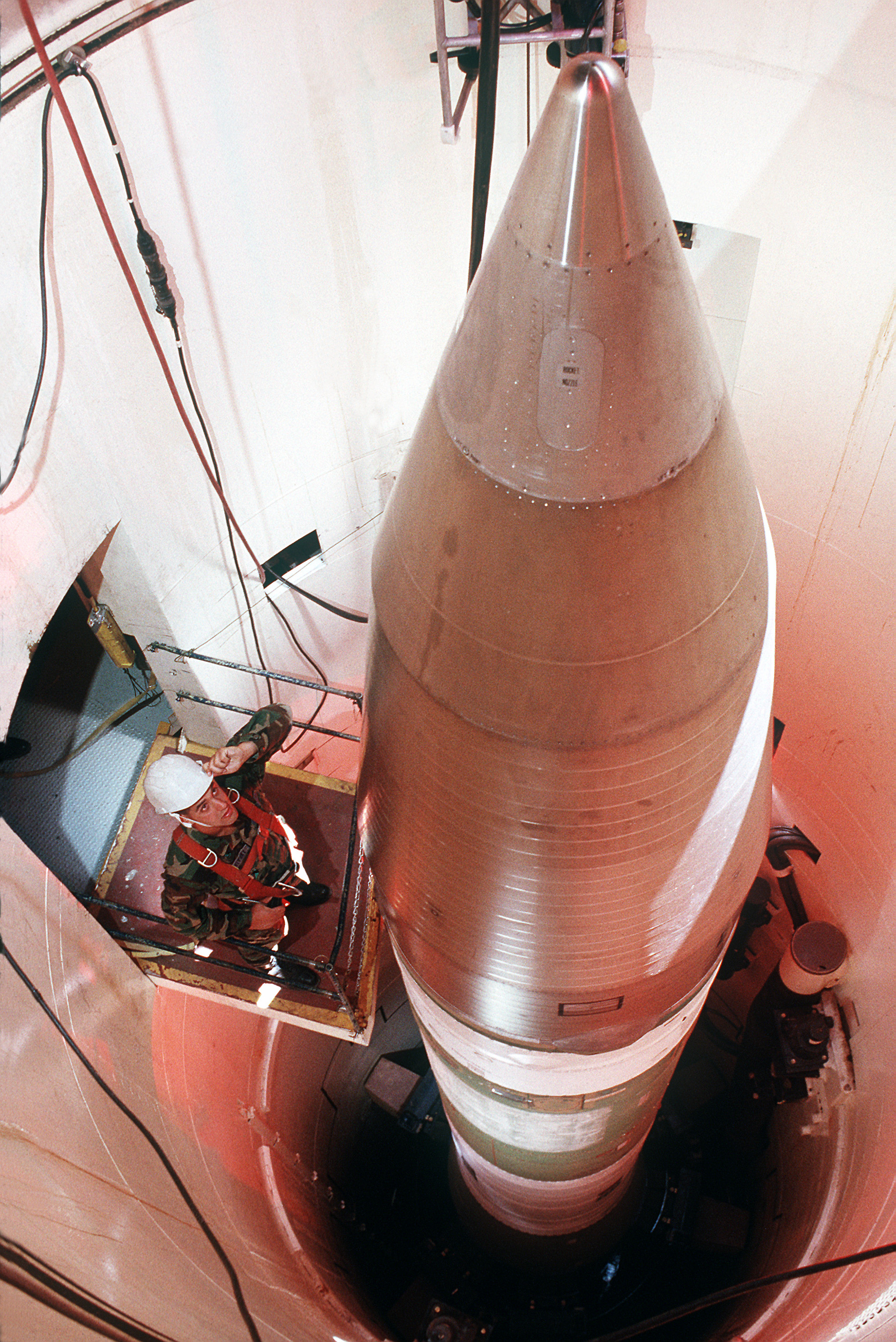
Erstschlagfähige LGM-30 Minuteman III der USAF im Silo

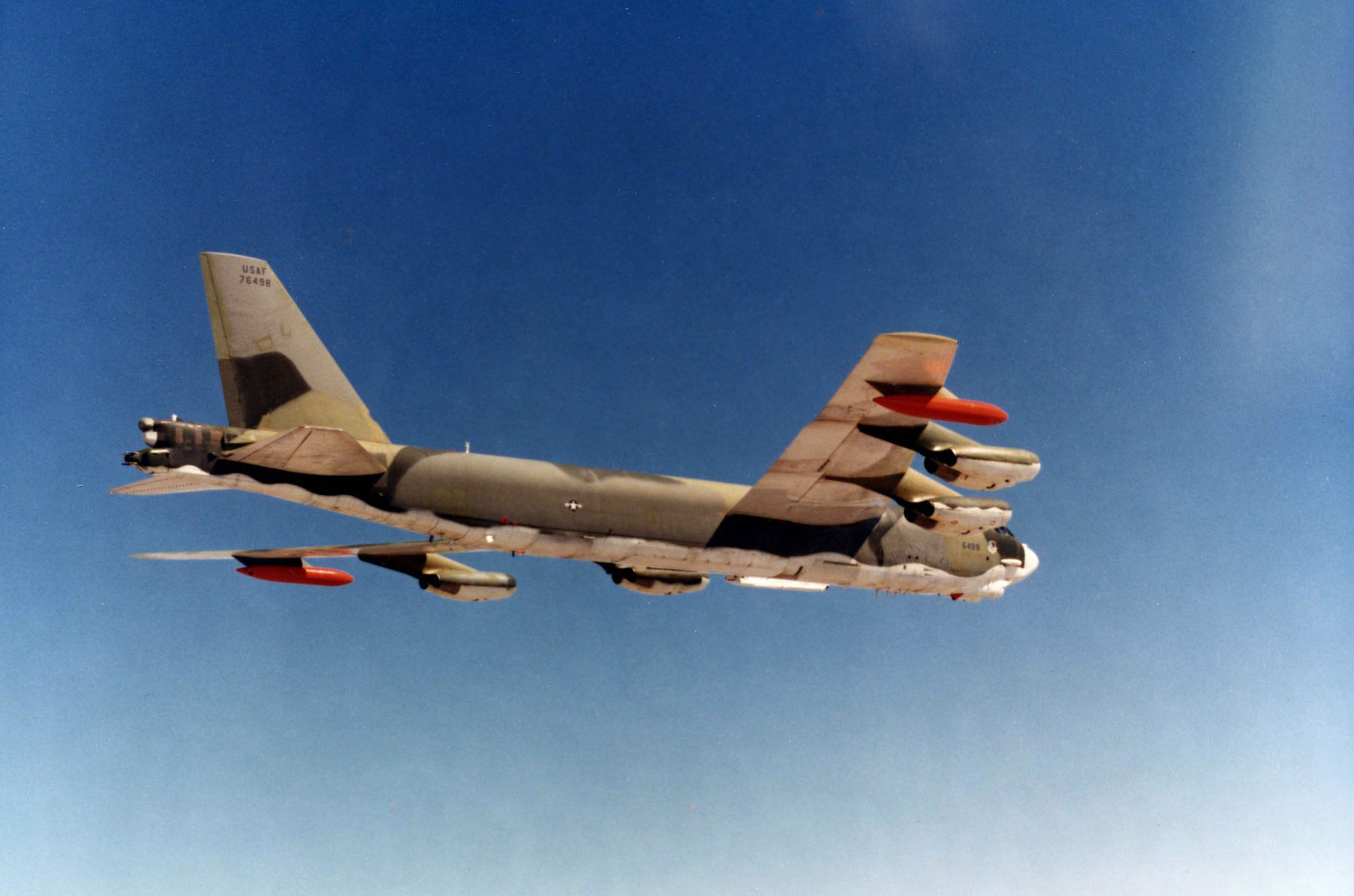
Boeing B-52G der USAF

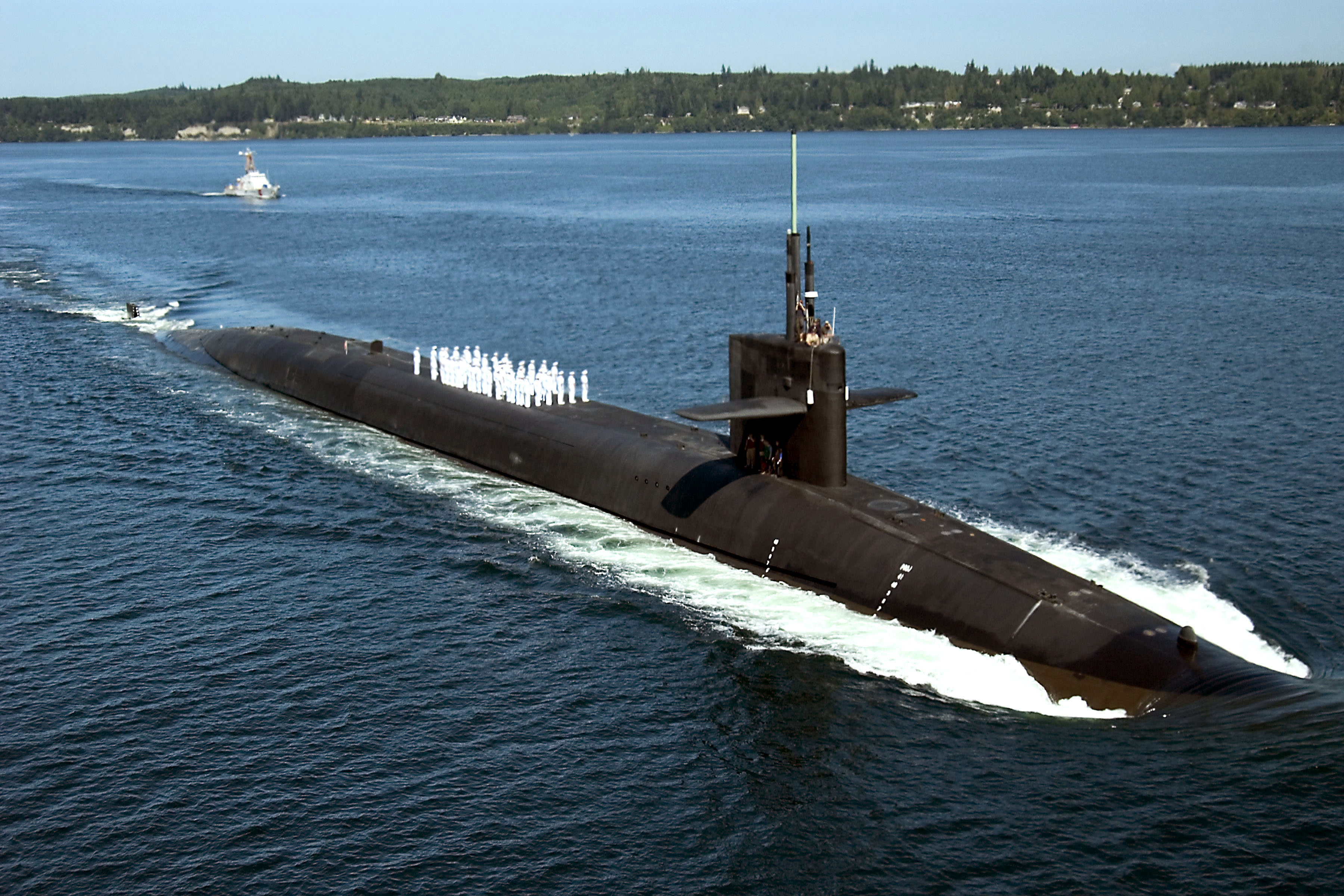
Nuklear bestücktes U-Boot (Ohio-Klasse) der US-Navy

Als Erstschlag beschreibt man eine Nuklearstrategie, bei der ein Angriff mit Kernwaffen auf einen Gegner erfolgt, um alle oder zumindest den größten Teil der gegnerischen Nuklearwaffen einschließlich Startanlagen und Träger auf Anhieb zu vernichten bzw. nachhaltig unbrauchbar zu machen.

## Militärstrategische Gesichtspunkte und historische Einordnung
Ein Erstschlag wäre nur erfolgversprechend, sollte der angegriffene Gegner mit einem Teil der eigenen Nuklearsprengköpfe weitgehend nuklear entwaffnet und der dadurch geschwächte Gegenschlag ausreichend abgewehrt werden können, wobei der Angegriffene seine Fähigkeit zur nuklearen Kriegsführung einbüßen müsste. Dazu müssten die Positionen der geschützt untergebrachten gegnerischen Nuklearwaffen auf wenige Dutzend Meter bekannt, die dazu eingesetzten Nuklearwaffen zielgenau und mit ausreichender Detonationsstärke ausgestattet sein, um bspw. bei den angezielten Raketensilos einen Druck von einigen MPa zu erzeugen. Der Angegriffene dürfte zusätzlich nicht im Stande sein, seine eigenen Waffen als Reaktion auf den Angriff rechtzeitig vor dem Eintreffen des Erstschlages abzufeuern (use them or lose them).
Dem Schutz des US-amerikanischen nuklearen Vergeltungspotentials vor einem Erstschlag diente von 1960 bis 1968 die extrem aufwendige und riskante Operation Chrome Dome, bei der sich ständig mindestens zwölf nuklear bewaffnete Boeing B-52 der USAF, teilweise auf mehreren Routen, in der Luft befanden, ergänzt durch die ab Ende der 1950er Jahre zunehmende Indienststellung einer Flotte strategischer U-Boote, die primär die Führung eines vernichtenden Zweitschlags mittels Nuklearraketen sicherstellen sollten, so dass stets mindestens ein Teil dieser Waffensysteme auf ihren Patrouillenflügen und -fahrten kaum bzw. nicht präzise genug zu orten und damit für einen Angreifer mit seinen Erstschlagswaffen auch unerreichbar war.
In der Folge machte diese Existenz strategischer U-Boote mit ihrer wachsenden Zweitschlagskapazität das Risiko zum Führen eines Erstschlages für einen Angreifer mehr und mehr „kalkuliert untragbar“, was durch den kontinuierlichen Ausbau der Zweitschlagskapazitäten beider Supermächte im Laufe des Kalten Krieges das Szenario eines nuklearen Erstschlags, gemäß der US-amerikanischen Strategie des Gleichgewichts des Schreckens (Mutual assured destruction), immer unwahrscheinlicher und spätestens ab Mitte der 1970er Jahre infolge des nuklearen Overkills auch praktisch undurchführbar machte.
Im Gefolge dieser Entwicklung wurde so nach dem Absturz einer B-52G nahe der AFB Thule im Jahre 1968 auch die nun zunehmend überflüssige Operation Chrome Dome wieder eingestellt.
Gleichwohl hob noch 1967 der damalige amerikanische Verteidigungsminister Robert McNamara die auch weitere Bedeutung des Schutzes vor einem Erstschlag in einer Rede hervor:

„Wollen wir uns zunächst einem anderen Begriff zuwenden: Der Erstschlagsfähigkeit. Dies ist ein etwas doppeldeutiger Begriff, da er zunächst nur bedeuten konnte, dass ein Land die Möglichkeit besitzt, ein anderes zuerst mit Nuklearwaffen anzugreifen. Im normalen Sprachgebrauch bedeutet es jedoch wesentlich mehr, nämlich die Auslöschung der Vergeltungsstreitkräfte zur Führung des Zweitschlages des angegriffenen Landes. In diesem Sinne sollte es verstanden werden. […]
Offensichtlich ist die Erstschlagsfähigkeit ein wichtiges strategisches Konzept. Die Vereinigten Staaten dürfen und werden nicht zulassen, dass sie in eine Position geraten, wo eine andere Nation oder ein Bündnis von Nationen eine Erstschlagsfähigkeit gegen sie besitzt. Solch eine Position wäre nicht nur eine nicht tolerierbare Bedrohung unserer Sicherheit, sondern würde uns unzweifelhaft die Fähigkeit zur Abschreckung von nuklearer Aggression nehmen.“

Zunehmenden Auftrieb allerdings hat die Frage der Erstschlagfähigkeit wieder durch die in den 2010er Jahren einsetzende Berichterstattung über russische und auch chinesische Hyperschallwaffen erhalten, die damit auch das Risiko eines Atomkrieges – selbst wenn dabei keine der beiden Seiten mehr „gewinnen“ kann – erneut zunehmend erscheinen lassen.